# Ибикуара
Ибикуа́ра (порт. Ibicoara)  —  муниципалитет в Бразилии, входит в штат Баия. Составная часть мезорегиона Юго-центральная часть штата Баия. Входит в экономико-статистический микрорегион Сеабра. Население составляет 17 539 человек на 2006 год. Занимает площадь 977,170 км². Плотность населения — 17,9 чел./км².

## История
Город основан 20 июля 1962 года.

## Статистика
- Валовой внутренний продукт на 2003 год составляет 122 697 301,00 реалов (данные: Бразильский институт географии и статистики).
- Валовой внутренний продукт на душу населения на 2003 год составляет 7798,72 реалов (данные: Бразильский институт географии и статистики).
- Индекс развития человеческого потенциала на 2000 год составляет 0,632 (данные: Программа развития ООН).